# Horvathiolus
Horvathiolus is een geslacht van wantsen uit de familie bodemwantsen (Lygaeidae). Het geslacht werd voor het eerst wetenschappelijk beschreven door Josifov in 1965.

## Soorten
Het genus bevat de volgende soorten:

- Horvathiolus adonis Linnavuori, R., 1978
- Horvathiolus albomacula (Lindberg, 1960)
- Horvathiolus amoenulus (Gerstaecker, 1873)
- Horvathiolus canariensis (Wagner, 1954)
- Horvathiolus contaminatus Linnavuori, R., 1978
- Horvathiolus delicatulus (Stål, 1855)
- Horvathiolus fulvescens (Puton, 1874)
- Horvathiolus gibbicollis (A. Costa, 1882)
- Horvathiolus guttatus (Rambur, 1839)
- Horvathiolus heydeni (Puton, 1892)
- Horvathiolus kiritshenkoi Josifov, 1965
- Horvathiolus longipilosus Slater, J.A. & B. Sperry, 1973
- Horvathiolus mendosus (Horváth, 1916)
- Horvathiolus najranus Linnavuori, 1986
- Horvathiolus obscurus Linnavuori, R., 1978
- Horvathiolus rex Slater, J.A. & B. Sperry, 1973
- Horvathiolus rhea Linnavuori & Al-Safadi, 1993
- Horvathiolus sudd Linnavuori, R., 1978
- Horvathiolus superbus (Pollich, 1781)
- Horvathiolus syriacus (Reuter, 1885)